# Георгій Шалвович Габунія
Георгій Габунія, Ґіорґі Ґабунія (груз. გიორგი გაბუნია, англ. George Gabunya; нар. 28 липня 1975) — грузинський журналіст та телеведучий.

## Життєпис
Народився у 1975 р. в Тбілісі, в родині телевізійників: його мати — відома акторка та телеведуча Джульєтта Вашакмадзе, а батько працював режисером з випуску новинної телепрограми.
У 1997 закінчив Грузинський технічний університет за спеціальністю «архітектура». Прослухав декілька навчальних курсів у німецькому Веймарському Университет-Баухаусі (нім. Bauhaus Universität Weimar), італійському Венеціанському архітектурному університеті (італ. Università IUAV di Venezia).
Працював позаштатним кореспондентом на «Першому каналі» паралельно з навчанням в університеті. На телебаченні працює з 16 років.
У 2004 працював на каналі Maestro TV, після працював на «Першому суспільному мовнику Грузії», а потім перейшов на «Руставі 2», де веде високорейтингову недільну вечірню програму «P.S.» («Постскриптум»).
7 липня 2019 року на початку прямого ефіру Габунія, на знак протесту проти агресивної політики РФ стосовно Грузії, російською мовою нецензурно відгукнувся про це, а також грубо особисто образив президента Росії Путіна і його батьків, чим спричинив великий міжнародний скандал.
Думки щодо демаршу телеведучого були діаметрально протилежними. Мати журналіста підтримала сина. На будинку Габунії з'явився ганебний напис: «Тут гніздується злий півень». Путін, коментуючи ситуацію, заявив, що не бажає переслідувати Габунію відповідно до російського кримінального законодавства, що передбачає покарання за образу державних символів і представників влади.
Одним з наслідків стало те, що рейтинг телеканалу зріс, але журналіста відсторонили від роботи на два місяці, у програмі його замінив інший журналіст. Міноритарний акціонер каналу Ніно Ніжарадзе наполягала на звільнення гендиректора «Руставі 2» Нікі Гварамії, але співвласники не погодилися з нею. Ніколоза Гварамія було звільнено 18 липня новим власником телеканалу Кібаром Халваші.
20 липня новий генеральний директор телекомпанії «Руставі 2» Паата Салія заявив, що журналіст Георгій Габунія, відсторонений на два місяці від роботи за грубу лайку в прямому ефірі, після закінчення терміну стягнення зможе повернутися на роботу. Салія повідомив, що новий власник телеканалу Кібар Халваші не втручатиметься в редакційну політику телеканалу. Крім того, гендиректор пообіцяв обговорити з власником створення громадської ради, яка контролюватиме кадрове питання в телекомпанії.
20 серпня директор Руставі 2 Паата Салія звільнив провідних журналістів Георгія Габунію, Георгія Лаперашвілі, Нанука Жоржоліані й Еку Квесітадзе. Причиною звільнення було названо «конфлікт інтересів».